# Mi credo
Mi credo è un singolo del cantante messicano Pepe Aguilar, pubblicato l'8 agosto 2006.
Il brano è contenuto sia nella versione latina del terzo album in studio di Tiziano Ferro, in cui è stato originariamente incluso come bonus track, sia nell'album Enamorado di Pepe Aguilar.

## Tracce
1. Mi credo – 5:12 (testo: Enrique Guzmán Yáñez, Tiziano Ferro – musica: Enrique Guzmán Yáñez)